# Parablastus anatolicus
Parablastus anatolicus là một loài tò vò trong họ Ichneumonidae.